# François Mughe
François Régis Mughe (* 16. Juni 2004 in Douala) ist ein kamerunischer Fußballspieler, der bei Olympique Marseille in der Ligue 1 unter Vertrag steht und aktuell an Kallithea FC ausgeliehen ist.

## Karriere

### Verein
Mughe begann seine fußballerische Ausbildung 2012 bei EF Brasseries in Kamerun. Im Sommer 2022 wechselte er nach Frankreich zu Olympique Marseille. In der Saison 2022/23 war er Hauptbestandteil der U19-Mannschaft und spielte dort in der Liga und in der UEFA Youth League. Zudem kam er bereits zu zehn Spielen und zwei Toren in der zweiten Mannschaft in der National 3. Am letzten Spieltag der Saison 2022/23 debütierte er nach Einwechslung gegen den AC Ajaccio in der Ligue 1 für die Profis. Am ersten Spieltag der Europa League kam er zudem zu seinem Debüt auf internationaler Ebene nach Einwechslung gegen Ajax Amsterdam. In der Hinrunde der Saison 2023/2024 kam er zu fünf Einsätzen in der ersten Mannschaft von Olympique Marseille. Im Februar 2024 wurde er für ein halbes Jahr an USL Dunkerque verliehen, wo er aufgrund einer Verletzung nur fünf Spiele absolvieren konnte. Nach seiner Rückkehr nach Marseille bestritt er in der Hinrunde der Saison 2024/2025 keine Spiele für die erste Mannschaft, spielte jedoch viermal für die zweite Mannschaft. Im Januar 2025 wechselte er erneut auf Leihbasis, diesmal für ein halbes Jahr zum Kallithea FC, wo er weitere fünf Einsätze verbuchte.

### Nationalmannschaft
Im September 2023 wurde Mughe das erste Mal für die kamerunische A-Nationalmannschaft berufen, kam aber zu keinem Einsatz.